# تفسير البرهان
تفسير البرهان هو تفسير للقرآن الكريم كتبه الإمام الشيعي الزيدي أبو الفتح الناصر الديلمي في القرن الحادي عشر. الكتاب لا يزال موجودًا في شكل مخطوط.